# Dobrînia Nikitici

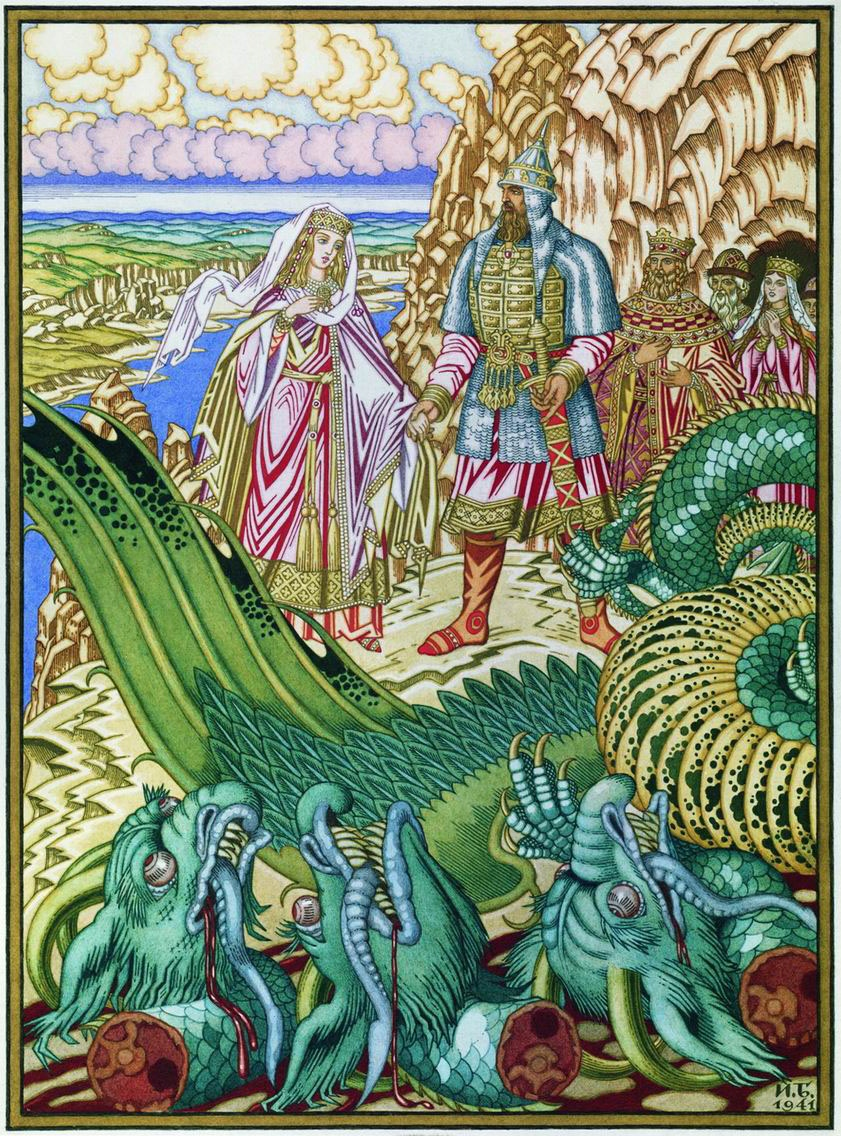
Dobrînia Nikitici o salvează pe Zabava Putiaticina de dragonul Gorînîci, pictură de Ivan Bilibin.

Dobrînia Nikitici este, în folclorul rusesc, un luptător puternic și viguros, dar care are și aptitudini pentru artă: cântă frumos, poate să scrie și să citească, știe să joace șah. Însă caracteristica sa definitorie este vitejia pusă în slujba apărării granițelor Rusiei. S-a luptat cu mulți dușmani și monștri, dar principala sa victorie a fost împotriva lui dragonul zburător Gorînîci.